# SiRFstarIV

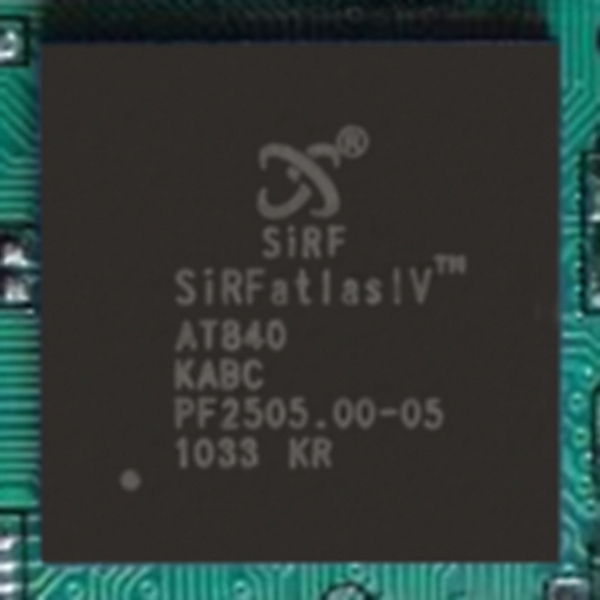
SiRFatlasIV チップセット

SiRFstarIV（SiRFatlas IV）、は、SiRFテクノロジーによって開発、製造された高感度GPSマイクロコントローラチップ。それに基づいて、推測によれば、現在のGPS受信機の約半分が製造されており、チップセットは、EUの衛星測位システムガリレオをサポートしている。SiRFstarIVは、高価なSiRFPrimaプラットフォームの廉価版であり非常に人気がある。

## 機能
SiRFstarIVの特徴:チップセットは、次の方法でGPS衛星信号の受信を大幅に改善した。
- 相関器の数が、SiRFstarIIIの20万個からSiRFstarIVは100万個に増加。
- 感度の向上:−159dBmから−161dBmへ(競合するMT3329の感度は−165dBmと2.5倍高い[5])
- GPSおよびガリレオの2つのシステムサポート。
- SiRFstarIIIの20チャンネルからSiRFstarIVは64チャンネルに増加し、理論的には、すべての衛星から同時にデータを受信することが可能になる。